# Université de Caroline du Nord à Wilmington
Ne doit pas être confondu avec Université de Wilmington (Delaware).
L'université de Caroline du Nord à Wilmington (en anglais : University of North Carolina at Wilmington ; aussi connue sous le diminutif UNCW ou UNC Wilmington) est une université située à Wilmington, en Caroline du Nord, aux États-Unis.

## Historique
L'université a ouvert ses portes pour la première fois le 4 septembre 1947, en tant que Wilmington College. L'université était une « junior college », offrant des cours à 250 étudiants de première année, et était sous le contrôle du New Hanover County Board of Education. L'université acquit une accréditation du North Carolina College Conference en 1948 et devint membre de l'American Association of Junior Colleges. D'autres accréditations furent acquises en 1952 lorsque l'institution a été honorée par la Southern Association of Colleges and Schools.
En 1958, Wilmington College a été placé sous le Community College Act of North Carolina. L'université commença ainsi à être supportée par l'État de Caroline du Nord.
Wilmington College devint une université senior le 1er juillet 1963, lorsque l'Assemblée générale de Caroline du Nord accepta une loi autorisant un cursus de 4 ans pour obtenir le grade de bachelor. Six ans plus tard, le 1er juillet 1969, le nom de l'école fut changé, et l'université devint UNCW, cette dernière étant la 5e université de Caroline du Nord. Le 22 août 1977, UNCW a été autorisée à offrir des enseignements de master. Actuellement, UNCW a plus de 11 000 étudiants et 500 membres du personnels. L'école offre 73 licences, 30 masters et 2 doctorats.

## Vie étudiante

### Campus
La large variété de programmes en arts libéraux, en sciences et biologie, mais aussi en études du cinéma, font que l'université est connue à travers tout le pays. La proximité d'avec Wrightsville Beach attire de nombreuses premières années.
Le turquoise est la couleur officielle de l'université, mais aussi l'or et le marine.